# Jeet kune do
Pour les articles homonymes, voir JKD.
Vous pouvez aider à l'améliorer ou bien discuter des problèmes sur sa page de discussion.
- Il ne cite pas suffisamment ses sources. Vous pouvez indiquer les passages à sourcer avec {{référence nécessaire}} ou {{Référence souhaitée}}, et inclure les références utiles en les liant aux notes de bas de page. (Marqué depuis juin 2012)
- Il doit être recyclé. La réorganisation et la clarification du contenu sont nécessaires. (Marqué depuis juin 2018)

- Archive Wikiwix
- Bing
- Cairn
- DuckDuckGo
- E. Universalis
- Gallica
- Google
- G. Books
- G. News
- G. Scholar
- Persée
- Qwant
- (zh) Baidu
- (ru) Yandex
- (wd) trouver des œuvres sur Wikidata

Le jeet kune do ou JKD (chinois: 截拳道 ; cantonais: jietsuandao ; pinyin: jiéquándaò, « voie du poing qui intercepte ») est un art martial[Information douteuse], principalement à mains nues, créé par Bruce Lee aux alentours de 1967. Le JKD est avant tout un concept martial et non pas un sport ni un art martial traditionnel. Le JKD correspond à ce que son fondateur identifiait comme une voie de libération (et encore non pas la seule). Le jeet kune do est inspiré principalement du wing chun, la boxe et l'escrime, mais intègre des techniques qui lui sont propres. Son fondateur s'est basé sur la mante religieuse du nord et du sud, le Choy Lee Fut, les Griffes de l'aigle, la boxe anglaise, la lutte, l'escrime, le judo, le jiujitsu et certains coups de pied des styles du nord et du sud de la Chine ; en découvrant ces styles, il fera évoluer sa pratique de wing chun traditionnel.
Le jeet kune do ne doit pas être confondu avec les arts martiaux mixtes (MMA) et n'est pas praticable dans un environnement contrôlé par des règles.

## Principes et philosophie
Le jeet kune do n'est pas à proprement parler un style de combat ; Bruce Lee ne croyait plus à cette époque aux dogmes et styles de combats préétablis et figés par leurs fondateurs des années auparavant, mais croyait plutôt à un concept englobant des stratégies de combat[réf. nécessaire]. Après avoir étudié de nombreux arts martiaux et des sports de combat principalement occidentaux (escrime, boxe anglaise, savate boxe française et grappling entre autres), il en avait absorbé ce qui fonctionnait selon lui. Bruce Lee ne voulait pas uniquement faire évoluer sa propre pratique martiale issue du wing chun du sud de la Chine pour sa remarquable efficacité, mais compenser les limitations de ce style qu'il trouvait trop défensif et qui ne s'appliquait pas dans les grands espaces typiques aux États-Unis. Bruce Lee pensait cependant que le wing chun était idéal dans les endroits exigus[réf. nécessaire].

Le jeet kune do, littéralement « la voie du poing qui intercepte », que l'on abrège JKD est « simple, direct et inconventionnel », selon son fondateur. Le principe est d'intercepter les mouvements de l'adversaire avant qu'il ne touche, d'arriver premier en partant second ; il n'y a pas de blocage ou de réponses en deux ou trois temps (le blocage et la frappe sont toujours simultanés) mais bien un seul mouvement/réponse exécuté dans le même temps, soit la réponse la plus directe atteignant le ou les adversaire(s) grâce à un minimum de mouvements. L'adage du JKD est : 

« Absorbe ce qui est utile, rejette ce qui ne l’est pas et ajoute ce qui t’est propre. »

  Bruce Lee voulait qu'on s'inspire de ces principes sans créer un enseignement de masse. Il a par ailleurs demandé à ses élèves instructeurs de fermer ses écoles afin de ne conserver que des groupes d'élèves fermés pour travailler en petit nombre afin de garder la qualité et l'esprit de ce qu'il considérait comme sa voie martiale. Ces groupes étaient répartis sur la côte ouest des États-Unis et se sont développés sous forme de différentes lignées dont trois majeures.
On retrouve les éléments du wing chun avec le travail sur la « ligne centrale », un art martial chinois que pratiquait Bruce Lee auprès de son maître Yip Man, mais aussi ses « séniors » tels que Wong Shun-leung, avant de partir vers les États-Unis en 1959. Le jeet kune do naît sous une première forme à la suite de sa recherche constante d'évolution et d'efficacité. Le sigle « JKD » apparaît aux alentours de 1967 et contient des coups de pied propres aux arts martiaux chinois du Nord, ainsi que des coups de poing issus de la boxe chinoise et de la boxe anglaise, des déplacements provenant de l'escrime occidentale, des projections de l'art martial coréen hapkido, des éléments en provenance du kali arnis eskrima et de jiujitsu, entre autres (on a répertorié 127 techniques de coups de pied, de coups de poing ainsi que de projections et de clefs propres au JKD). Bruce Lee a même intégré des éléments de déplacements inspirés par le boxeur Mohamed Ali, mais il s'est énormément inspiré de l'escrime occidentale (discipline qu'il avait pratiquée avec son frère) concernant les interceptions de la jambe et du poing ainsi que les déplacements.
Bien qu'issu des arts martiaux « traditionnels » chinois, il rompt avec l'éthique habituelle et la tradition : on a parfaitement le droit de mordre (même s'il ne faut pas planifier l'action de mordre), de crever ou de piquer les yeux avec des frappes des doigts, de frapper dans les parties génitales... Mais au-delà de ceci, le JKD doit être l'expression martiale la plus pragmatique et honnête possible de soi en situation de combat et d'agression ; c'est un ensemble de méthodes de combat et de stratégies en situation réelle, une « libération » du pratiquant. Bruce Lee recherchait à « libérer » le pratiquant d'art martial de la tradition (exécution des formes, etc.) qui l'enfermait depuis des siècles dans des croyances souvent galvaudées et dont Bruce Lee s'amusait souvent en démontrant les défauts de ces pratiques devenues rigides en combat réel ; le pratiquant ne doit pas s'en tenir à son art, il doit chercher pourquoi il le pratique et sentir ce qui est bon pour lui et ce qui ne l'est pas « il ne suffit pas de savoir, il faut aussi appliquer ; il ne suffit pas de vouloir, il faut agir ». Chaque élève de Bruce Lee a reçu une partie de l'enseignement du jeet kune do à une époque déterminée. Bruce Lee était en constante évolution jusqu'à ce que sa mort n'arrête son processus en 1973. Le jeet kune do n'a même probablement jamais été conçu pour être enseigné sous une forme définie. Il se peut même que les dernières évolutions du JKD de Bruce Lee en 1972-1973 n'aient forcément pas été conçues pour l'enseignement, car Bruce Lee développait son art en se basant sur lui-même et il n'avait certainement plus l'intention de le diffuser à travers le monde.[réf. nécessaire]

## Dujun fan gung-fuaujeet kune do
Le jeet kune do actuel est très axé sur le développement physique (les paramètres d'explosivité, de rapidité et de puissance de frappe doivent être maîtrisés), l'autodéfense et le combat. Il insiste surtout sur la notion de combat réel et total.
Un autre des points essentiels du JKD est l'absence de formes martiales, jugées comme une perte de temps par l'auteur à cette époque, bien que lui-même soit arrivé à ce degré d'excellence martiale grâce à leur exécution, notamment dans le wing chun dans lequel il conserve les exercices de « chi sao » (mains collantes). Il sait tout de même apprécier les taolus ayant étudié toutes les formes du wing chun entre autres et d'autres formes de kung fu telles que la mante religieuse ou le hung-gar. Bruce Lee a assemblé énormément d'arts martiaux ensemble pour former son propre art martial (karaté, ju-jitsu…). C'est ainsi que son tout premier art, le jun fan gung-fu, est créé en estampillant les arts qu'il apprécie.
C'est en 1964, à la suite de son combat contre Wong Jack-man, que le jeune maître créera le jeet kune do ; le combat ayant duré trop longtemps, Bruce Lee remit en cause son wing chun qu'il qualifie de classical mess (« désordre classique »). Bien que victorieux, il reste déçu de l'effort requis pour vaincre Wong Jack-man, instructeur de wushu affilié à l'école Chin Woo venu de Chine sur la demande expresse des maitres de kung-fu de Chinatown. Il change radicalement sa pratique ; il se désintéresse du kung-fu pour se consacrer davantage à la boxe et à la musculation. Il crée une forme de combat basée sur le wing chun, à laquelle il n'ajoute cette fois que la boxe occidentale et le combat à mains nues ; toutefois, les principes de l'escrime prennent plus d'ampleur. Cette simplification donne naissance au jeet kune do et aux théories de Bruce Lee sur le combat. Par la suite, Bruce Lee manifeste de l'intérêt pour toute forme martiale, peu importe sa provenance ; il emprunte et combine de nombreux mouvements pour développer les siens.
Le jeet kune do est ainsi une synthèse cohérente, et intègre des connaissances de l'ensemble des arts martiaux connus à cette époque par Bruce Lee.

## Lignées
Depuis la mort de Bruce Lee, le jeet kune do est enseigné sous forme de concepts par Dan Inosanto notamment. Les autres personnes certifiées par Bruce Lee sont Taky Kimura à Seattle (période jun fan gung-fu ; ce dernier reçoit son rang 5 en 1973 juste avant le décès de Bruce Lee), James Yimm Lee à Oakland (période jun fan gung-fu ; mort en 1972, soit six mois avant Bruce Lee et la même année que Sifu Yip Man) et Daniel Arca Inosanto à Los Angeles (seul instructeur diplômé en jeet kune do directement par Bruce Lee).

### Seattle
La branche Seattle se sépare en deux groupes : ceux qui poursuivent leur formation de manière officielle au Jun Fan Gung-Fu Institute (Taky Kimura, Joseph Cowles, Doug Palmer, Patrick Strong principalement) d'une part, et ceux qui déclinent l'offre de recommencer une nouvelle formation d'autre part, à savoir Jesse Glover, Edward Hart et James DeMile ; ceux-ci ouvrent un club d'arts martiaux dans lequel ils enseignent le concept appris en cours privé.
James Demile se séparera d'eux et développera sa propre méthode basée sur ses connaissances de la méthode de Bruce Lee. Il lui donnera le nom de wing chun do en référence au premier art martial de leur maître. Demile pratique une méthode marquée par le jun fan gung-fu, mais lui a attribué un nom pour se démarquer de Bruce Lee et du jeet kune do.
Jesse Glover (1935-2012) et Ed Hart (1924-1999) nommeront leur approche non classical gung fu et offriront une méthode de self-défense pragmatique, toujours basée sur les mouvements et les techniques de Bruce Lee. Au contraire des autres, elle cherche la simplicité et l'efficacité en explosivité et puissance. Jesse Glover a commenté très tôt le développement du jeet kune do et il défend que l'interception présente différents problèmes pour le pratiquant sans le physique unique de Bruce Lee. Son approche est aussi basée sur l'interception, mais utilise des coups de pied propres aux styles du sud. Jesse Glover a de nombreux héritiers dans le monde qui ont personnifié leur approche, malgré l'absence d'organisation le NCGF ne présente pas de dissidence comme le JKD à ce jour. Des questionnements soulevés par Jesse Glover subsistent au sujet de l'enseignement donné par Bruce Lee avant la constitution du jeet kune do qui incluent sa relation avec Fok Yeung et son affiliation à d'autres écoles de wing chun à Chinatown (Washington, D.C.). Jesse Glover supposait que Bruce Lee aurait développé ses aptitudes martiales principalement avec Wong Shun-leung et que Fok Yeung serait le sifu qu'il lui aurait enseigné toutes les techniques utilisées dans le jeet kune do afin de se frayer un chemin vers la célébrité. Adam Chan, un instructeur de wing chun et de self-défense a vérifié les dires de Jesse Glover en rencontrant des pratiquants de wing chun de la jonque rouge enseignée autrefois dans l'opéra chinois pour se défendre et présent dans les triades chinoises.
On peut citer Charlie Woo qui était le premier assistant instructeur d'après les échanges de Bruce Lee et Taky Kimura. Ce dernier serait mort prématuré à Renton (Washington) des suites d'un accident tragique le 10 septembre 1965 impliquant un cheval . De nombreuses photographies d'archive le montrent assister Bruce Lee dans ses démonstrations de jun fan gung-fu.
Le Jun Fan Gung-Fu Institute à Woodinville (Washington) a été reformée et avec à sa tête Andrew Kimura, le fils du défunt Taky Kimura. Abe Santos et Michael Hilow quant à eux ont procédé à l'ouverture de la nouvelle Jun Fan Gung-Fu Academy à Seattle qui se consacre à la préservation et à la transmission des enseignements de Bruce Lee de manière non-lucrative avec l'approbation de Linda Lee Cadwell et de Bruce Lee Family Company. Les deux écoles sont en dissidence et la JFGF Academy refuse catégoriquement le transfert d'étudiants de la JFGF Institute. Abe Santos donnent de nombreux stages en Europe dont en France et en Italie. Andrew Kimura donne des stages à MKG Seattle, une école de lignée Inosanto qui enseignent les JKD concepts.
Joseph Cowles continue de développer un jun fan gung-fu authentique en y ajoutant du ju-jitsu et du silat et en poursuivant la pratique du wing chun. Il baptise son enseignement wu wei gung-fu, dont le nom s'inspire de la philosophie taoïste wuwei chère à Bruce Lee sur le principe de non-intention.
Patrick Strong reprendra le principe de non-intention également et baptisera sa méthode core jeet kune do, qui s'apparente au cœur du jeet kune do, puis sera renommé deep level training systems. Strong a poursuivi sa formation dans les années 1970 auprès de Hawkins Cheung, qui lui aurait été recommandé par Bruce Lee lui-même ainsi qu'aux autres élèves pour compléter leurs compétences en wing chun. Hawkins Cheung était un ami d'enfance de Bruce Lee et l'un de ses partenaires d'entrainement à Hong Kong.

### Oakland
Il ne reste que quelques élèves de James Yimm Lee qui continuent à enseigner de manière indépendante, tels que les frères Magdandal, Leo Fong, Felix Macias Jr. et Gary Dill. L'instructeur, J. Yimm Lee, est mort des suites d'un cancer sans donner de consigne ni désigner de successeur. On peut penser que ce dernier n'avait pas de volonté particulière de sauvegarder son école. Néanmoins, Gary Dill est le seul à avoir reçu des mains de James Yimm Lee une lettre lui permettant d'enseigner dans un cadre restreint,.
Leo Fong s'est vu proposer par Bruce Lee lui-même de seconder J. Yimm Lee ; ainsi, c'est Al Novak qui le remplace dans cette tâche. Inspiré des thèses de Bruce Lee, Leo Fong poursuivra sa propre recherche martiale basée sur le jeet kune do et mettra au point la « voie du poing intégré », le Wei Kuen Do, dont la boxe philippine constituera le noyau, plutôt que le wing chun qu'il ne considère qu'utile en combat rapproché et dont il n'a que peu d'aspects. Sa méthode diverge donc de celle de Bruce Lee.
Allen Joe et George Lee enseignent le JKD conformément à ce qu'ils ont retenu de l'enseignement de Bruce Lee, mais s'emploie à transmettre les mêmes aspects philosophiques.

### Los Angeles
Les élèves directs de Bruce Lee enseignant sont : Jerry Poteet (mort en 2012), Steve Golden, Bob Bremer (mort en 2012), Richard Bustillo (en) (mort en 2017), Ted Wong (mort en 2010), Pete Jacobs, Joe Lewis (mort en septembre 2012), Herb Jackson, Dan Inosanto, Dan Lee (mort fin 2015), et d'autres. Ted Wong a donné un grand nombre de séminaires en compagnie de Allen Joe, étudiant sous la période Oakland et s'est employé à donner des cours privés dans l'ancienne Kali Academy sous la direction de Dan Inosanto et Richard Bustillo.
Il est à noter que la plupart de ces élèves se sont regroupés en 1997 dans un groupe nommé Nucleus, dirigé par la fille orpheline et la veuve de Bruce Lee afin de sauvegarder les enseignements originaux de ce dernier et conserver l'authenticité de l'ensemble de son œuvre (philosophique et martiale) qu'ils ont surnommé jun fan jeet kune do. Les élèves de seconde génération formés par les élèves de Los Angeles sont nombreux : on retrouve Tim Tackett avec le Wednesday Night Group à Redlands en Californie accompagné par Bob Bremer, mais aussi Chris Kent, Cass Magda, Paul Vunak (tous trois élèves de Dan Inosanto) et beaucoup d'autres.
Paul Vunak baptise son enseignement Progressive Fighting Systems.

## Concept versus original
Il existe un débat sur le jeet kune do entre deux enseignements, original et concept :
originalconsidère essentiel de partager la méthode de combat originale de Bruce Lee sans modification ;
conceptpousse à rechercher sa propre expérience à travers l'étude et l'apprentissage d'autres formes de combat.
Original se veut « stratégique » et concept « éclectique », tout en restant tous deux pragmatiques.

## Anecdotes
- Bruce Lee est appelé Si-jo dans le jun fan gung-fu et le jeet kune do pour honorer sa personne d'avoir fondé cet art martial.
- Beaucoup de pratiquants du wing chun critiquent Bruce Lee (qui le pratiquait, avant d'inventer ce nouvel art martial) et exposent la possibilité qu'il ne connaissait pas suffisamment le système pour profiter de ses qualités ; ce que réfute Jesse Glover qui démontre à de nombreux maitres que son sticky hand dépasse leur chi sao traditionnel.
- Le camp original se fait appeler jun fan gung-fu, ce qui ramène leur pratique à l'ancien système.
- Le personnage Spike Siegel de la série Cowboy Bebop pratique le jeet kune do. Il définit ce style de combat comme « être tel l'eau, sans forme, adaptable ».
- Dans la saga de jeux vidéo de combat Dead or Alive, le personnage Jann Lee pratique le jeet kune do comme art martial.
- Le personnage Himuro Ryo de la série animée Kengan Ashura pratique le jeet kune do.
- Le personnage Sera Masumi de la série animée Detective Conan pratique le jeet kune do.
- Le personnage Phoebe Halliwell de la série américaine Charmed pratique le jeet kune do.